# Középalnémet nyelv
A középalnémet nyelv a Hanza-kereskedelem korában, kb. 1300 és 1600 között Közép-Európa északi területeinek kiemelkedő fontosságú írott nyelve volt, mely Észak-Európában mintegy lingua francaként funkcionált. Első írásos forrásai 1225/34-ből származnak.
A latin mellett fontos szerepet játszott a diplomáciában és okiratok kiállítása során. A Hanza-kereskedelem írásbeli kommunikációja középalnémet nyelven zajlott, a nyelv dokumentumai Londontól Novgorodig megtalálhatók. A koppenhágai Dán Királyi Könyvtárban a mai napig fennmaradt egy 1607-ből származó középfelnémet-orosz szótár. A középfelnémet nyelv jelentős hatást gyakorolt a norvég, dán és svéd nyelvekre, melyeket számos jövevényszóval gazdagított. Sok skandinavisztikai szakember úgy véli, a svéd szókincs közel fele az alnémetre vezethető vissza.
A középalnémet nyelvből fejlődött ki az alnémet nyelv.

## Nyelvemlékek
A számos középalnémet okirat és bizonyítvány mellett, melyek főleg a Hanza kereskedelemmel és városi adminisztrációval kapcsolatosak, az alábbi írásos emlékek állnak még rendelkezésünkre:
- A Sachsenspiegel, a szász jog egyik gyűjteménye 1225 körül, mely a 19. századig meghatározta Európa törvényalkotását.
- A berlini városkönyv (Berlinische Stadtbuch), melyet a 14. század második felében állítottak össze.
- Chronica novella des Hermann Korner 1416 körülről, latin nyelven is íródott.
- A redentini húsvéti játék, mely egy 1464-ből származó misztériumjáték.
- Az alnémet Biblia, Steffen Arndes nyomtatása, Lübeck, 1494.
- Reynke de Voss, Hans van Ghetelen nyomtatása, Lübeck, 1498, egy állatmeséket tartalmazó gyűjtemény, melyet több nyelvre lefordítottak és Johann Wolfgang von Goethe is átdolgozta (Reineke Fuchs).
- De düdesche Schlömer, Johannes Stricker drámája 1584-ből.
- Tönnies Fonne kézikönyve az orosz nyelvről (1607).

## Fordítás
- Ez a szócikk részben vagy egészben  a   Mittelniederdeutsche Sprache című német Wikipédia-szócikk ezen változatának fordításán alapul.  Az eredeti cikk szerkesztőit annak laptörténete sorolja fel. Ez a jelzés csupán a megfogalmazás eredetét és a szerzői jogokat jelzi, nem szolgál a cikkben szereplő információk forrásmegjelöléseként.

## Külső hivatkozások
- a TITUS Projekt
- Középalnémet szövegek
- Középalnémet
- A virtuális hamburgi okmánykönyv, a Hamburgisches Urkundenbuch
- A középalnémet és a Plattdeutsch összevetése
- Reynke de Voss